# Копыльское княжество
Копыльское княжество — первоначально удельная земля Галицко-Волынского княжества в XII—XIV веках. Впервые упоминается в 1274 году, позже вошло в состав Слуцко-Копыльского княжества. В XIV княжество вошло в состав Великого княжества Литовского.

## История княжества
Первое летописное упоминание о Копыле относится к 1006 году в уставной грамоте Туровской епархии, а уже в 1395 году, великий князь литовский Витовт передал Копыльское княжество брату польского короля Ягайло князю Владимиру Ольгердовичу. После смерти Владимира Ольгердовича, Копыль был передан Олельки Владимировичу и его сыновьям Олельковичей.
После смерти Олелько Владимировича, его старший сын Семён получил Киевское княжество, а младший сын Михаил Олелькович — Копыль. Из Копыля в Слуцк, уже после смерти, переехал Михаил Олелькович его сын Семён Олелькович. С тех пор, Копыль потерял свою самостоятельность вплоть до смерти слуцкого князя Юрия Юрьевича Олельковича, когда Копыльское княжество было поделено между его тремя сыновьями.
После смерти всех братьев наследство отошло дочери князя Юрия — Софье, которая вышла замуж за Януша Радзивилла. В 1612 году она умерла, и Януш Радзивилл унаследовал все её владения, в том числе и Копыльское княжество. С тех пор Радзивиллы упоминали в своих титулах, что они, помимо прочего, являются и князьями Копыльскими.
В 1791 году княжество было ликвидировано, вместо него создан Случерецкий повет Новогрудского воеводства.